# كأس النرويج 1908
كأس النرويج 1908 (بالنرويجية: Norgesmesterskapet i fotball for menn 1908)‏ هو الموسم 7 من كأس النرويج. أشرف على تنظيمه اتحاد النرويج لكرة القدم، وكان عدد الأندية المشاركة فيه 5، وفاز فيه نادي لين.